# L’Affaire du siècle
L’Affaire du siècle (frz. für „der Fall des Jahrhunderts“) ist eine in Frankreich entstandene Klimaschutzbewegung. Sie wird von Oxfam, Nature et Homme, Greenpeace und Notre affaire à tous getragen.

## Geschichte
Der Bewegung gelang es 2018 binnen Kürze, zwei Millionen Unterschriften für mehr Klimaschutz zu sammeln. Am 17. Dezember 2018 ging beim französischen Präsidenten Emmanuel Macron und dessen Regierung ein Dossier der Bewegung ein, in dem der französische Staat dazu aufgefordert wurde, Stellung zur aus Sicht der Bewegung unzureichenden staatlichen Klimaschutzpolitik zu beziehen.
Am 3. Februar 2021 hat des Pariser Verwaltungsgericht den Französischen Staat unter eine symbolische Strafe von 1 € gestellt. Die Regierung ist verpflichtet, innerhalb von zwei Monaten darzulegen, wie der Staat angesichts der Versäumnisse der vorangegangenen Jahre seinen Verpflichtungen aus dem Übereinkommen von Paris noch nachkommen kann.

## Netzwerk
L’Affaire du siècle ähnelt anderen Bewegungen mit vergleichbaren Zielen, darunter Urgenda in den Niederlanden, Sunrise Movement in den Vereinigten Staaten, Extinction Rebellion im Vereinigten Königreich und Mums for a Safe Climate in Australien, welche auch gemeinsam für den 27. September 2019 zum Earth Strike aufriefen, einer der bis dato größten Protestaktionen zur Klimapolitik.